# Пиколомо, Жиовани
Жиова́ни Пиколомо (порт. Giovanni Piccolomo; род. 4 апреля 1994, Сорокаба, штат Сан-Паулу), более известный как просто Жиовани — бразильский футболист, полузащитник «Университатя Крайова 1948».

## Биография
Жиовани Пиколомо поступил в школу «Коринтианса» в 14 лет. Его родители — Алберто и Силвана — развелись, но продолжали оказывать влияние на жизнь ребёнка, именно благодаря отцу Жиовани удалось попасть на просмотр в «Коринтианс» и вскоре он был зачислен в команду для игроков не старше 15 лет. 24 ноября 2011 года он впервые попал на тренировку с основным составом, а спустя год — 26 ноября 2012 года — был включён в заявку на Клубный чемпионат мира.
За 2012 год Жиовани успел сыграть в 10 матчах за «тиман». Он дебютировал в основе 15 апреля 2012 года в первенстве штата Сан-Паулу в игре против «Понте-Преты» (гостевая победа «Коринтианса» 2:1), выйдя на замену на 80-й минуте вместо Жилсиньо. Начиная с августа и по ноябрь того же года Жиовани сыграл в девяти матчах Серии A. Свой первый мяч в профессиональной карьере он забил 9 сентября в ворота «Гремио», установив итоговый результат матча на 90-й минуте — победу клуба из Сан-Паулу со счётом 3:1.
На Клубном чемпионате мира 2012 года, который выиграл «Коринтианс», Жиовани не появлялся на поле, но также стал победителем турнира. В конце 2012 года стало известно о заинтересованности «Милана» в будущем приобретении Жиовани. У Пиколомо помимо бразильского также итальянское гражданство.
Пиколомо был связан контрактными обязательствами с «Коринтиансом» до 2016 года, однако в последние три года выступал на правах аренды за другие команды — «Понте-Прету», «Португезу», «Сан-Бенту», «Атлетико Паранаэнсе» и «Тигрес ду Бразил». В 2016 году перешёл в «Сан-Бенту», через год — в «Наутико». В 2018 году выступал за «Гояс», с которым стал чемпионом одноимённого штата. В 2019—2020 годах выступал за «Коритибу».
С 2020 года являлся игроком «Крузейро». В 2021 году на правах аренды выступал за «Аваи», с которым Пиколомо выиграл чемпионат штата Санта-Катарина. В апреле 2022 года вновь был отдан в аренду — на этот раз в «Спорт Ресифи».

## Достижения
- Чемпион штата Сан-Паулу (1): 2012
- Чемпион штата Санта-Катарина (1): 2021
- Чемпион штата Гояс (1): 2018
- Победитель Клубного чемпионата мира (1): 2012 (не играл)
- Обладатель молодёжного кубка Сан-Паулу (1): 2012